# Ruy Belo
Ruy de Moura Belo (*São João da Ribeira, Rio Maior, Portugal, 27 de febrero de 1933 — +Queluz, 8 de agosto de 1978) fue un poeta portugués.
En 1951 ingresó en la Universidad de Coímbra como alumno de Derecho y se hizo miembro del Opus Dei. Concluyó el curso de Derecho en Lisboa en 1956, año en que partió para Roma, doctorándose en Derecho Canónico por la Universidad Santo Tomás de Aquino dos años después.
De vuelta en Portugal trabajó en el campo editorial y en 1961 entró en la Facultad de Letras de Lisboa, recibiendo una beca de la Fundación Calouste Gulbenkian para investigación, abandonó el Opus Dei y trabajó como lector de portugués en Madrid entre 1971 y 1977.
En 2001 se publicó póstumamente Todos os poemas.

## Obras poéticas
- Aquele Grande Rio Eufrates (1961)
- O Problema da Habitação (1962)
- Boca Bilingüe (1966)
- Homem de Palavra(s) (1969)
- Transporte no Tempo (1973)
- País Possível (1973)
- A Margem da Alegria (1974)
- Toda a Terra (1976)
- Despeço-me da Terra da Alegria (1978).

En español
- Problema de la habitación. Algunos aspectos. Ediciones Sequitur, Madrid, 2009
- Reseña de El problema de la habitación en Afterpost

- Datos: Q720645
- Multimedia: Ruy Belo / Q720645